# 뱅자맹 부리조
뱅자맹 부리조 (Benjamin Bourigeaud, 1994년 1월 14일 ~ )는 프랑스의 축구 선수이며, 스타드 렌에서 미드필더로 뛰고 있다.